# Herbertus limbatus
Herbertus limbatus là một loài rêu tản trong họ Herbertaceae. Loài này được (Stephani) Herzog miêu tả khoa học lần đầu tiên năm 1938.